# Битка код Муртена
Битка код Муртена (енгл. Battle of Morat), вођена 22. јуна 1476. у склопу Бургундских ратова, била је одлучујућа победа Швајцарске конфедерације над бургундским војводом Карлом Смелим.

## Позадина
После пораза Бургунђана код Грансона, 2. марта 1476, Карло Смели је код Лозане прикупио нову војску јачине 18-20.000 људи, од чега око 1.500 копаља (по 4 коњаника), кренуо на Муртен (место у Швајцарској, на истоименом језеру) и 9. јуна опсео град (замак), који је бранило око 1.500 Берњана. Да би се заштитио од покушаја деблокаде, подигао је палисаду (нека врста циркумвалационе линије), на 1.5-2 км од града, на платоу који је нудио добру прегледност према истоку одакле је очекивао Швајцарце. Они су прикупили код Улмица (Ulmitz) око 24.100 људи, од тога 1.100 коњаника, углавном Швајцараца. Швајцарци су изабрали за команданта Аустријанца Вилхелма Хертера.

## Битка
Сазнавши за појаву Швајцараца, Карло је 21. јуна постројио своју војску на платоу иза палисаде, али пошто му се учинило да је Швајцараца мало, вратио је војску у логор, а на платоу оставио 2.000 пешака и 300 копаља. Швајцарци су кренули на Муртен 22. јуна изјутра, Бургунђани су то уочили, али Карло није веровао да ће га напасти, малобројни како их је замишљао, па није предузео мере да војску врати на плато. Тек је поподне 22. јуна наредио да се трупе спреме за покрет, а тада је било прекасно. Швајцарци су већ били напали двема својим типичним скупинама (Gevierthaufen - тзв. швајцарска пуна кара), између којих се кретало 400-600 коњаника. Њихов први налет је одбијен - што би била изванредна прилика за противнапад да су Бургунђани били прикупљени на платоу, али други напад Швајцараца је успео: пробили су палисаду и сручили се на логор. Карло није ни покушао да пружи отпор: побегао је са коњицом, а пешадију оставио својој судбини.

## Последице
Побијено је 8.000-10.000 Бургунђана. Швајцарци су имали 1.000 погинулих, а запленили су стотину топова и сву логорску опрему.